# Файтсродт
Файтсродт (нім. Veitsrodt) — громада в Німеччині, розташована в землі Рейнланд-Пфальц. Входить до складу району Біркенфельд. Складова частина об'єднання громад Геррштайн.
Площа — 7,94 км2. Населення становить 697 ос. (станом на 31 грудня 2020).